# Copa Mundial Femenina de Fútbol de 2019
La Copa Mundial Femenina de la FIFA Francia 2019™ (en francés: Coupe du Monde Féminine de la FIFA, France 2019™) fue la octava edición de la Copa Mundial Femenina de Fútbol organizada por la FIFA. Se realizó en Francia, del 7 de junio al 7 de julio de 2019, y contó (por última edición) con la participación de 24 selecciones nacionales. Como antecedente a este evento, el país organizó en el mes de agosto de 2018 la Copa Mundial Femenina de Fútbol Sub-20.
Un total de 139 federaciones afiliadas a FIFA disputaron la fase clasificatoria, marcando un nuevo récord histórico de participantes. De todas ellas, 23 accedieron a la fase final, a la cual Francia se encontraba clasificada como anfitriona. Las debutantes en esta edición fueron las selecciones de Chile, Escocia, Jamaica y Sudáfrica.
Durante el transcurso del certamen, se hizo visible el predominio de los equipos considerados de los más fuertes del mundo. De hecho, de las ocho selecciones cuartofinalistas, tres habían alcanzado alguna vez un campeonato del mundo y otras tres habían disputado, al menos en una oportunidad, la instancia de semifinales. No obstante, sí se destacó el desempeño de la selección de los Países Bajos, que afrontaba recién su segunda Copa del Mundo. El equipo neerlandés, por entonces campeón europeo, llegó a la final del certamen ganando todos sus partidos y dejando en el camino a selecciones de la talla de Japón y Suecia. En la final, enfrentó a Estados Unidos, defensora del título, que arribó al partido decisivo con el mismo récord. El encuentro acabó con una victoria del cuadro norteamericano por 2-0, lo que le valió su cuarta consagración en la competición, y la primera en territorio europeo.
Fue la primera Copa Mundial Femenina en la que se implementó el árbitro asistente de video (VAR), en sincronía con su par masculina de 2018.

## Elección del país anfitrión
El 6 de marzo de 2014, FIFA abrió la licitación para la Copa Mundial Femenina de 2019. Si bien la asignación de la sede incluye también la atribución de la organización de la Copa Mundial Femenina de Fútbol Sub-20 del año anterior, FIFA afirmó que se reservaría el derecho de designar a dos naciones diferentes (una para cada torneo) en caso de requerirlo. La fecha límite para presentar las candidaturas se estableció para el 15 de abril de 2014, mientras que el plazo para la entrega de toda la documentación correspondiente firmada se fijó para el 31 de octubre del mismo año.
Cinco países presentaron sus candidaturas ante la FIFA: Corea del Sur, Francia, Inglaterra, Nueva Zelanda y Sudáfrica, aunque solamente las primeras cuatro se ofrecieron como sedes de la Copa Mundial Femenina de Fútbol Sub-20 de 2018, ya que la nación africana por entonces tenía asignada la organización de la edición de 2016. Tanto Inglaterra como Nueva Zelanda mostraron su interés en presentarse como sedes, pero se retiraron poco después. Sudáfrica también presentó oficialmente su candidatura, pero la quitó poco antes de la fecha límite de octubre. Sólo Corea del Sur y Francia quedaron como candidatas definitivas, al ser las únicas en presentar las credenciales necesarias en tiempo y forma.
El 19 de marzo de 2015, Francia fue seleccionada de forma unánime por el Comité Ejecutivo de la FIFA como organizadora de la Copa Mundial Femenina de Fútbol de 2019 y de la Copa Mundial Femenina de Fútbol Sub-20 de 2018.

## Organización

### Sedes
El 14 de junio de 2017, el comité ejecutivo de la Federación Francesa de Fútbol (FFF), en colaboración con la FIFA, anunció las nueve sedes seleccionadas. Las sedes escogidas fueron El Havre, Grenoble, Lyon, Montpellier, Niza, París, Reims, Rennes y Valenciennes. El 18 de septiembre de 2017, se reveló que el partido inaugural se jugaría el 7 de junio de 2019 en el Parque de los Príncipes de París, mientras que la final se disputaría el 7 de julio en Lyon.
| Lyon París Niza Grenoble Le Havre Montpellier Reims Rennes Valenciennes | Lyon                            | Grenoble                            | El Havre                |
| ----------------------------------------------------------------------- | ------------------------------- | ----------------------------------- | ----------------------- |
| Lyon París Niza Grenoble Le Havre Montpellier Reims Rennes Valenciennes | Región de Auvernia-Ródano-Alpes | Región de Auvernia-Ródano-Alpes     | Región de Normandía     |
| Lyon París Niza Grenoble Le Havre Montpellier Reims Rennes Valenciennes | Parc Olympique Lyonnais         | Estadio de los Alpes                | Estadio Océane          |
| Lyon París Niza Grenoble Le Havre Montpellier Reims Rennes Valenciennes | Capacidad: 58 000               | Capacidad: 20 068                   | Capacidad: 25 178       |
| Lyon París Niza Grenoble Le Havre Montpellier Reims Rennes Valenciennes |                                 |                                     |                         |
| Lyon París Niza Grenoble Le Havre Montpellier Reims Rennes Valenciennes | Montpellier                     | Niza                                | París                   |
| Lyon París Niza Grenoble Le Havre Montpellier Reims Rennes Valenciennes | Región de Occitania             | Región de Provenza-Alpes-Costa Azul | Isla de Francia         |
| Lyon París Niza Grenoble Le Havre Montpellier Reims Rennes Valenciennes | Stade de la Mosson              | Allianz Riviera                     | Parque de los Príncipes |
| Lyon París Niza Grenoble Le Havre Montpellier Reims Rennes Valenciennes | Capacidad: 32 950               | Capacidad: 35 624                   | Capacidad: 48 583       |
| Lyon París Niza Grenoble Le Havre Montpellier Reims Rennes Valenciennes |                                 |                                     |                         |
| Lyon París Niza Grenoble Le Havre Montpellier Reims Rennes Valenciennes | Reims                           | Rennes                              | Valenciennes            |
| Lyon París Niza Grenoble Le Havre Montpellier Reims Rennes Valenciennes | Región de Gran Este             | Bretaña                             | Región de Alta Francia  |
| Lyon París Niza Grenoble Le Havre Montpellier Reims Rennes Valenciennes | Estadio Auguste Delaune         | Roazhon Park                        | Estadio de Hainaut      |
| Lyon París Niza Grenoble Le Havre Montpellier Reims Rennes Valenciennes | Capacidad: 21 628               | Capacidad: 29 778                   | Capacidad: 25 172       |
| Lyon París Niza Grenoble Le Havre Montpellier Reims Rennes Valenciennes |                                 |                                     |                         |

### Lista de árbitras
La FIFA anunció una lista de 27 árbitras y 48 asistentes, provenientes de las seis confederaciones continentales.
AFC
- Kate Jacewicz
- Qin Liang
- Casey Reibelt
- Ri Hyang-ok
- Yoshimi Yamashita

CAF
- Lidya Tafesse
- Gladys Lengwe
- Salima Mukansanga

Concacaf
- Marie-Soleil Beaudoin
- Melissa Borjas
- Carol Anne Chenard
- Ekaterina Koroleva
- Lucila Venegas

Conmebol
- Edina Batista Alves
- María Carvajal
- Laura Fortunato
- Claudia Umpiérrez

OFC
- Anna-Marie Keighley

UEFA
- Jana Adámková
- Sandra Braz
- Stéphanie Frappart
- Riem Hussein
- Katalin Kulcsár
- Kateryna Monzul
- Anastasia Pustovoytova
- Esther Staubli
- Bibiana Steinhaus

### Lista de árbitros asistentes de video (VAR)
La FIFA anunció una lista de 15 árbitros, provenientes de 4 de las 6 confederaciones continentales (CONMEBOL, UEFA, Concacaf y AFC).
AFC
- Chris Beath
- Mohammed Abdulla Hassan Mohamed

Concacaf
- Drew Fischer

Conmebol
- Mauro Vigliano

UEFA
- Bastian Dankert
- Carlos del Cerro Grande
- Paweł Gil
- Massimiliano Irrati
- Tiago Bruno Lopes Martins
- Danny Makkelie
- José María Sánchez Martínez
- Sascha Stegemann
- Clément Turpin
- Paolo Valeri
- Felix Zwayer

## Símbolos y mercadeo

### Mascota
La mascota oficial, llamada Ettie, se presentó el 12 de mayo de 2018 en la sede de Groupe TF1, y se emitió en LCI. Hizo su primera aparición pública en París frente a la icónica Torre Eiffel. La FIFA la describe como "una joven gallina con una pasión por la vida y el fútbol" y declara que "proviene de una larga línea de mascotas con plumas, y es hija de Footix, la mascota oficial de la Copa Mundial de Fútbol de 1998 en Francia".

### Emblema y lema
El emblema y el lema oficiales de la competición se lanzaron el 19 de septiembre de 2017 en el Museo del Hombre en París. El emblema imita la forma del trofeo de la Copa Mundial Femenina de la FIFA y presenta un fútbol estilizado rodeado de ocho fragmentos de luz decorativos, que simbolizan la octava edición del certamen. Alude a varios íconos culturales franceses:
- los colores de la Bandera de Francia;
- las franjas azules y blancas de la marinière, también conocidas como la «franja bretona»;
- la flor de lis.

El lema oficial es Dare to Shine, que se traduce en francés como Le moment de briller y en español como El momento de brillar.

### Balón oficial
El balón oficial es el Conext19, creado por Adidas, empresa patrocinadora oficial de los eventos FIFA. La tecnología utilizada para producirlo es idéntica a la de la Adidas Telstar 18, balón oficial de la Copa Mundial masculina de 2018. Para las instancias eliminatorias (desde octavos hasta la final), fue utilizado el Tricolore 19, el cual incluye los colores de la bandera de Francia.

## Formato de competición
Los 24 equipos que participan en la fase final se dividen en seis grupos de cuatro equipos cada uno. Dentro de cada grupo se enfrentan una vez entre sí, mediante el sistema de todos contra todos. Según el resultado de cada partido se otorgan tres puntos al ganador, un punto a cada equipo en caso de empate, y ninguno al perdedor.
Pasan a la siguiente ronda los dos equipos de cada grupo mejor clasificados, más los mejores cuatro terceros. Según lo establecido en el artículo 27, sección 5 del reglamento del torneo, el orden de clasificación se determina teniendo en cuenta los siguientes criterios, en orden de preferencia:
1. El mayor número de puntos obtenidos.
2. La mayor diferencia de goles.
3. El mayor número de goles a favor.

Si dos o más equipos quedan igualados según los criterios anteriores, se usarán los siguientes criterios:
1. El mayor número de puntos obtenidos en los partidos entre los equipos en cuestión.
2. La mayor diferencia de goles en esos mismos enfrentamientos.
3. El mayor número de goles anotados por cada equipo en los partidos disputados entre sí.
4. Puntos de juego limpio.
5. Sorteo del comité organizador de la Copa Mundial.

El sistema de puntos de juego limpio toma en consideración las tarjetas amarillas y rojas recibidas en todos los partidos de la fase de grupos, deduciendo puntos como se indica en la siguiente lista:
- primera tarjeta amarilla: menos 1 punto
- tarjeta roja indirecta (segunda tarjeta amarilla): menos 3 puntos
- tarjeta roja directa: menos 4 puntos
- tarjeta amarilla y roja directa: menos 5 puntos.

La segunda ronda incluye todas las fases desde los cuartos de final hasta la final. El ganador de cada partido pasa a la siguiente fase y el perdedor queda eliminado. Los equipos perdedores de las semifinales juegan un partido por el tercer puesto. En el partido final, el ganador obtiene el trofeo de la Copa Mundial Femenina.
En todas las instancias finales, si el partido termina empatado se juega un tiempo suplementario. Si el resultado sigue igualado tras la prórroga, se define con tiros desde el punto penal.

## Equipos participantes

### Clasificación
En diciembre de 2016, FIFA confirmó que la repartición de cupos para la competición se mantendría respecto de la edición anterior.
- AFC: 5 cupos
- CAF: 3 cupos
- Concacaf: 3,5 cupos
- Conmebol: 2,5 cupos
- OFC: 1 cupo
- UEFA: 8 cupos

Por primera vez, participaron Chile, Escocia, Jamaica y Sudáfrica. Asimismo, accedieron al certamen dos selecciones que llevaban varios años sin clasificar: Italia, cuya última edición fue en 1999, y Argentina, que no disputaba el torneo desde 2007. Por otro lado, destacaron las ausencias de Corea del Norte, que fue eliminada en la fase clasificatoria por su homónima del sur, y México, que no logró superar la fase de grupos de la Copa de Oro de su confederación.
En cursiva los equipos debutantes.
| Confederación | Confederación | Confederación | Confederación | Confederación | Confederación |
| ------------- | ------------- | ------------- | ------------- | ------------- | ------------- |
| AFC           | CAF           | Concacaf      | Conmebol      | OFC           | UEFA          |

| Equipos participantes | Equipos participantes | Equipos participantes | Equipos participantes |
| --------------------- | --------------------- | --------------------- | --------------------- |
| Alemania              | Chile                 | Francia               | Noruega               |
| Argentina             | China                 | Inglaterra            | Nueva Zelanda         |
| Australia             | Corea del Sur         | Italia                | Países Bajos          |
| Brasil                | Escocia               | Jamaica               | Sudáfrica             |
| Camerún               | España                | Japón                 | Suecia                |
| Canadá                | Estados Unidos        | Nigeria               | Tailandia             |

### Sorteo
El sorteo de la fase de grupos se realizó en La Seine Musicale, ubicado en la ciudad de París, el día 8 de diciembre de 2018 a las 18:00 (UTC+1).
La distribución de los equipos en los bombos fue confirmada el 7 de diciembre de 2018, de acuerdo a la clasificación mundial de la FIFA del mismo día. Francia ingresó directamente al bombo 1 en su condición de anfitriona, mientras que las 23 selecciones restantes fueron ubicadas, del bombo 1 al 4, en orden decreciente con base en las posiciones ocupadas en el mencionado ranking. No varió el principio de asignación de los equipos a los grupos, por lo que no pudieron incluirse en un mismo grupo dos selecciones de la misma confederación, con excepción de la UEFA, que al tener nueve representantes en el torneo, contó con dos selecciones en tres de los grupos.
| Bombo 1 | Bombo 2                                                                    | Bombo 3                                                                                  | Bombo 4                                                                         |
| --- | -------------------------------------------------------------------------- | ---------------------------------------------------------------------------------------- | ------------------------------------------------------------------------------- |
| Francia (3) (anfitrión, asignado al grupo A) Estados Unidos (1) Alemania (2) Inglaterra (4) Canadá (5) Australia (6) | Países Bajos (7) Japón (8) Suecia (9) Brasil (10) España (12) Noruega (13) | Corea del Sur (14) China (15) Italia (16) Nueva Zelanda (19) Escocia (20) Tailandia (29) | Argentina (36) Chile (38) Nigeria (39) Camerún (46) Sudáfrica (48) Jamaica (53) |

## Fase de grupos
El calendario del torneo fue publicado oficialmente el 9 de febrero de 2018. Luego del sorteo, la FIFA modificó los horarios de inicio de siete partidos de la fase de grupos.
- Los horarios corresponden a la hora local en Francia (UTC+2).

### Grupo A
| Selección     | Pts. | PJ | PG | PE | PP | GF | GC | Dif. |
| ------------- | ---- | -- | -- | -- | -- | -- | -- | ---- |
| Francia       | 9    | 3  | 3  | 0  | 0  | 7  | 1  | 6    |
| Noruega       | 6    | 3  | 2  | 0  | 1  | 6  | 3  | 3    |
| Nigeria       | 3    | 3  | 1  | 0  | 2  | 2  | 4  | −2   |
| Corea del Sur | 0    | 3  | 0  | 0  | 3  | 1  | 8  | −7   |

| 7 de junio de 2019                                                                                          | Francia                                      | 4:0 (3:0) | Corea del Sur | Parque de los Príncipes, París                             |                                                            |
| 21:00 CEST (UTC+2)                                                                                          | Le Sommer 9' · Renard 35', 45+2' · Henry 85' | Reporte   |               | Asistencia: 45 261 espectadores Árbitra: Claudia Umpiérrez | Asistencia: 45 261 espectadores Árbitra: Claudia Umpiérrez |
| Primera vez que se utiliza el VAR en la Copa Mundial Femenina de la FIFA, en este caso, para anular un gol. |                                              |           |               |                                                            |                                                            |

| 8 de junio de 2019 | Noruega                                    | 3:0 (3:0) | Nigeria | Estadio Auguste Delaune, Reims                         |                                                        |
| 21:00 CEST (UTC+2) | Reiten 17' · Utland 34' · Ohale 37' (a.g.) | Reporte   |         | Asistencia: 11 058 espectadores Árbitra: Kate Jacewicz | Asistencia: 11 058 espectadores Árbitra: Kate Jacewicz |

| 12 de junio de 2019                                                                                      | Nigeria                            | 2:0 (1:0) | Corea del Sur | Estadio de los Alpes, Grenoble                                  |                                                                 |
| 15:00 CEST (UTC+2)                                                                                       | D. Y. Kim 29' (a.g.) · Oshoala 75' | Reporte   |               | Asistencia: 11 252 espectadores Árbitra: Anastasia Pustovoytova | Asistencia: 11 252 espectadores Árbitra: Anastasia Pustovoytova |
| Anastasia Pustovoytova es la primera rusa en arbitrar un partido de la Copa Mundial Femenina de la FIFA. |                                    |           |               |                                                                 |                                                                 |

| 12 de junio de 2019 | Francia                           | 2:1 (0:0) | Noruega           | Allianz Riviera, Niza                                      |                                                            |
| 21:00 CEST (UTC+2)  | Gauvin 46' · Le Sommer 72' (pen.) | Reporte   | Renard 54' (a.g.) | Asistencia: 34 872 espectadores Árbitra: Bibiana Steinhaus | Asistencia: 34 872 espectadores Árbitra: Bibiana Steinhaus |

| 17 de junio de 2019 | Nigeria | 0:1 (0:0) | Francia           | Roazhon Park, Rennes                                    |                                                         |
| 21:00 CEST (UTC+2)  |         | Reporte   | Renard 79' (pen.) | Asistencia: 28 267 espectadores Árbitra: Melissa Borjas | Asistencia: 28 267 espectadores Árbitra: Melissa Borjas |

| 17 de junio de 2019 | Corea del Sur | 1:2 (0:1) | Noruega                                        | Estadio Auguste Delaune, Reims                                 |                                                                |
| 21:00 CEST (UTC+2)  | M. J. Yeo 78' | Reporte   | Graham Hansen 5' (pen.) · Herlovsen 51' (pen.) | Asistencia: 13 034 espectadores Árbitra: Marie-Soleil Beaudoin | Asistencia: 13 034 espectadores Árbitra: Marie-Soleil Beaudoin |

### Grupo B

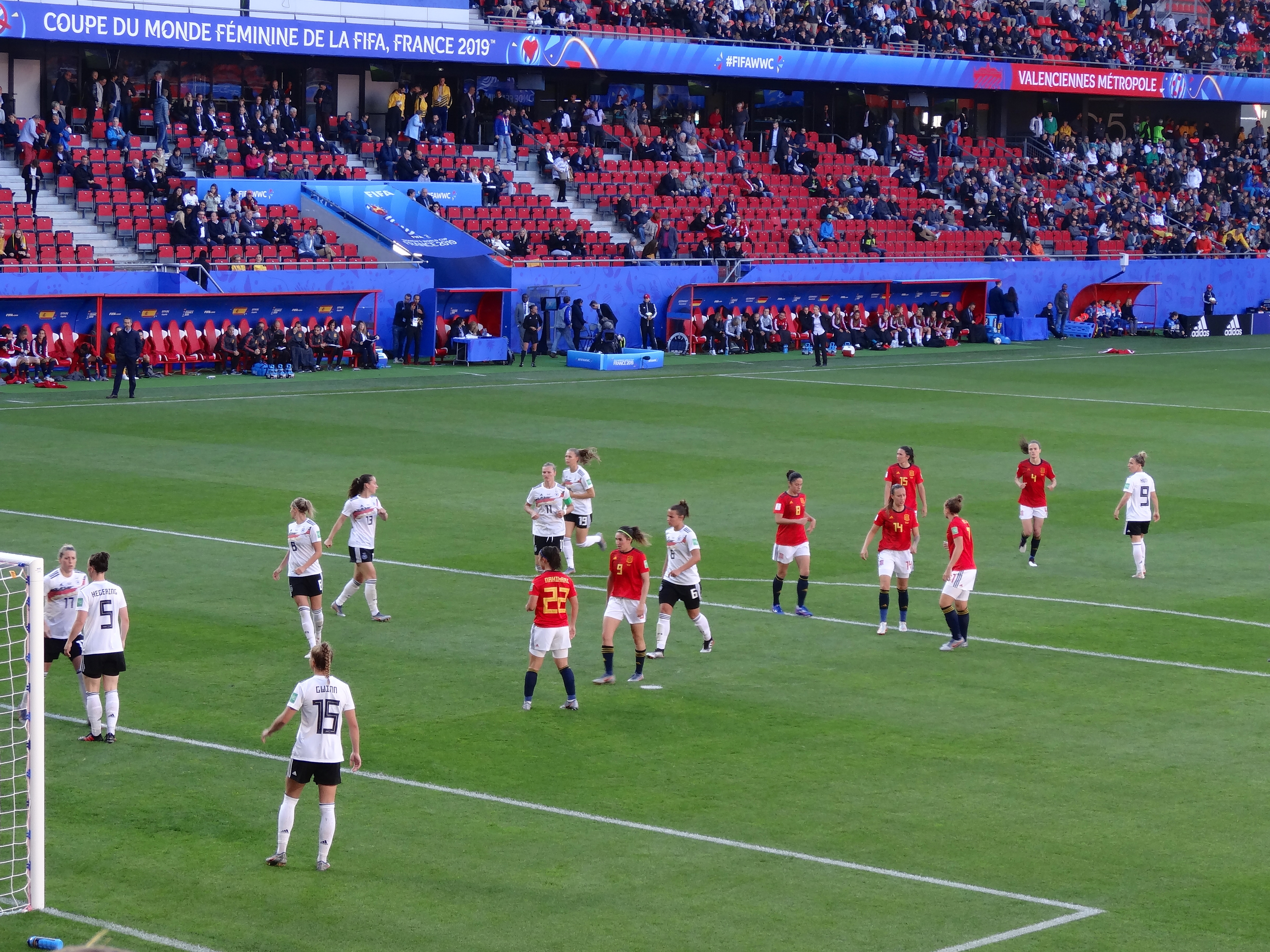
contra.

| Selección | Pts. | PJ | PG | PE | PP | GF | GC | Dif. |
| --------- | ---- | -- | -- | -- | -- | -- | -- | ---- |
| Alemania  | 9    | 3  | 3  | 0  | 0  | 6  | 0  | 6    |
| España    | 4    | 3  | 1  | 1  | 1  | 3  | 2  | 1    |
| China     | 4    | 3  | 1  | 1  | 1  | 1  | 1  | 0    |
| Sudáfrica | 0    | 3  | 0  | 0  | 3  | 1  | 8  | −7   |

| 8 de junio de 2019 | Alemania  | 1:0 (0:0) | China | Roazhon Park, Rennes                                           |                                                                |
| 15:00 CEST (UTC+2) | Gwinn 66' | Reporte   |       | Asistencia: 15 283 espectadores Árbitra: Marie-Soleil Beaudoin | Asistencia: 15 283 espectadores Árbitra: Marie-Soleil Beaudoin |

| 8 de junio de 2019 | España                                         | 3:1 (0:1) | Sudáfrica    | Estadio Océane, El Havre                                |                                                         |
| 18:00 CEST (UTC+2) | Hermoso 69' (pen.), 82' (pen.) · L. García 89' | Reporte   | Kgatlana 25' | Asistencia: 12 044 espectadores Árbitra: María Carvajal | Asistencia: 12 044 espectadores Árbitra: María Carvajal |
| Primera victoria de España en una Copa Mundial Femenina. Sudáfrica hizo su debut absoluto en una Copa Mundial Femenina de Fútbol; además, Thembi Kgatlana marcó el primer gol de Sudáfrica en Mundiales femeninos. |                                                |           |              |                                                         |                                                         |

| 12 de junio de 2019 | Alemania    | 1:0 (1:0) | España | Estadio de Hainaut, Valenciennes                         |                                                          |
| 18:00 CEST (UTC+2)  | Däbritz 42' | Reporte   |        | Asistencia: 20 761 espectadores Árbitra: Kateryna Monzul | Asistencia: 20 761 espectadores Árbitra: Kateryna Monzul |

| 13 de junio de 2019 | Sudáfrica | 0:1 (0:1) | China       | Parque de los Príncipes, París                           |                                                          |
| 21:00 CEST (UTC+2)  |           | Reporte   | Li Ying 40' | Asistencia: 20 011 espectadores Árbitra: Katalin Kulcsár | Asistencia: 20 011 espectadores Árbitra: Katalin Kulcsár |

| 17 de junio de 2019 | Sudáfrica | 0:4 (0:3) | Alemania                                          | Estadio de la Mosson, Montpellier                    |                                                      |
| 18:00 CEST (UTC+2)  |           | Reporte   | Leupolz 14' · Däbritz 29' · Popp 40' · Magull 58' | Asistencia: 15 502 espectadores Árbitra: Sandra Braz | Asistencia: 15 502 espectadores Árbitra: Sandra Braz |

| 17 de junio de 2019                                                              | China | 0:0     | España | Estadio Océane, El Havre                                     |                                                              |
| 18:00 CEST (UTC+2)                                                               |       | Reporte |        | Asistencia: 11 814 espectadores Árbitra: Edina Batista Alves | Asistencia: 11 814 espectadores Árbitra: Edina Batista Alves |
| Primera clasificación de España a una segunda fase de una Copa Mundial Femenina. |       |         |        |                                                              |                                                              |

### Grupo C

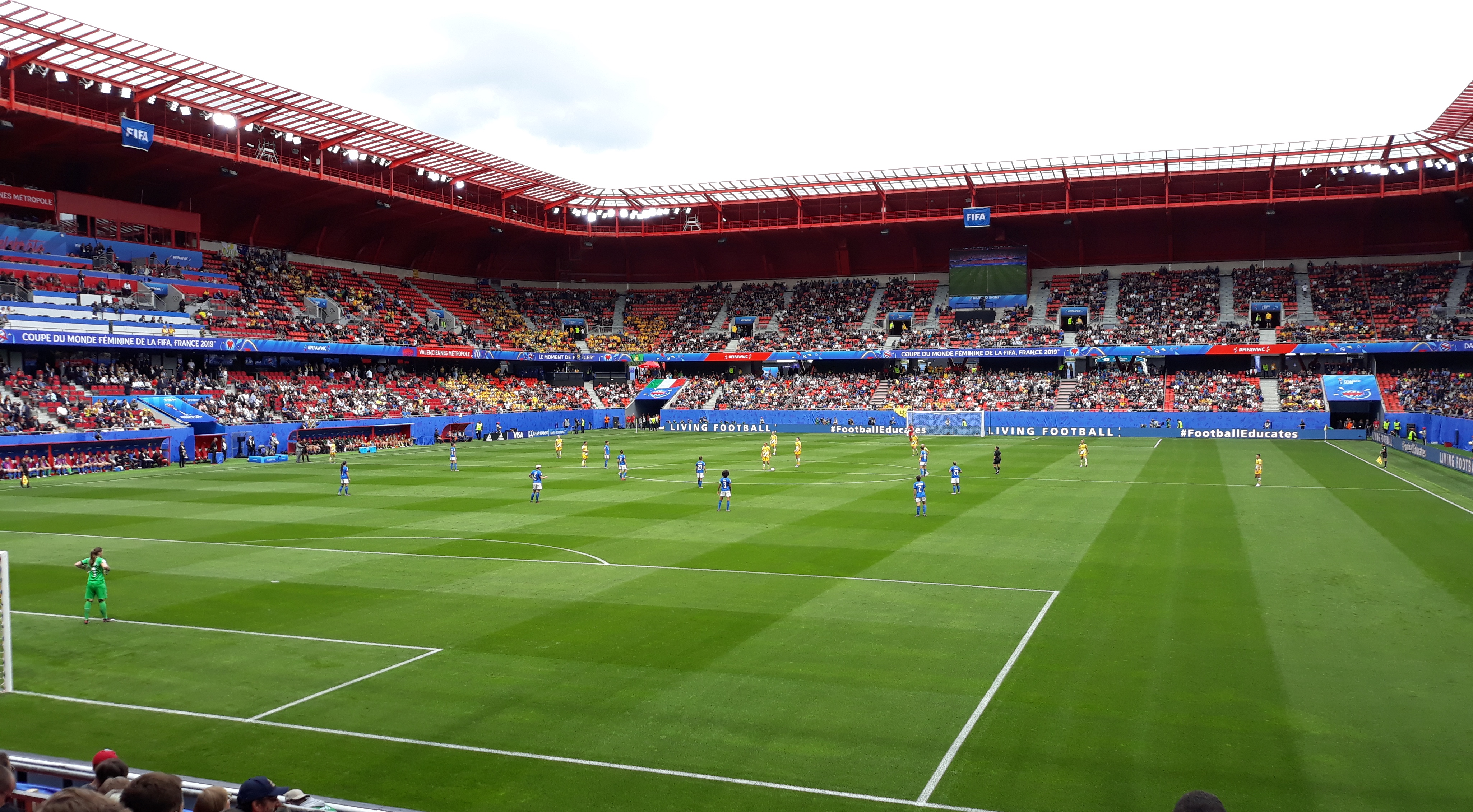
contra.

| Selección | Pts. | PJ | PG | PE | PP | GF | GC | Dif. |
| --------- | ---- | -- | -- | -- | -- | -- | -- | ---- |
| Italia    | 6    | 3  | 2  | 0  | 1  | 7  | 2  | 5    |
| Australia | 6    | 3  | 2  | 0  | 1  | 8  | 5  | 3    |
| Brasil    | 6    | 3  | 2  | 0  | 1  | 6  | 3  | 3    |
| Jamaica   | 0    | 3  | 0  | 0  | 3  | 1  | 12 | −11  |

| 9 de junio de 2019 | Australia | 1:2 (1:0) | Italia              | Estadio de Hainaut, Valenciennes                        |                                                         |
| 13:00 CEST (UTC+2) | Kerr 22'  | Reporte   | Bonansea 55', 90+5' | Asistencia: 15 380 espectadores Árbitra: Melissa Borjas | Asistencia: 15 380 espectadores Árbitra: Melissa Borjas |

| 9 de junio de 2019                                                     | Brasil                  | 3:0 (1:0) | Jamaica | Estadio de los Alpes, Grenoble                        |                                                       |
| 15:30 CEST (UTC+2)                                                     | Cristiane 15', 50', 64' | Reporte   |         | Asistencia: 17 668 espectadores Árbitra: Riem Hussein | Asistencia: 17 668 espectadores Árbitra: Riem Hussein |
| Jamaica hizo su debut absoluto en una Copa Mundial Femenina de Fútbol. |                         |           |         |                                                       |                                                       |

| 13 de junio de 2019 | Australia                                     | 3:2 (1:2) | Brasil                           | Estadio de la Mosson, Montpellier                       |                                                         |
| 18:00 CEST (UTC+2)  | Foord 45+1' · Logarzo 58' · Mônica 66' (a.g.) | Reporte   | Marta 27' (pen.) · Cristiane 38' | Asistencia: 17 032 espectadores Árbitra: Esther Staubli | Asistencia: 17 032 espectadores Árbitra: Esther Staubli |

| 14 de junio de 2019 | Jamaica | 0:5 (0:2) | Italia                                        | Estadio Auguste Delaune, Reims                               |                                                              |
| 18:00 CEST (UTC+2)  |         | Reporte   | Girelli 12' (pen.), 25', 46' · Galli 71', 81' | Asistencia: 13 016 espectadores Árbitra: Anna-Marie Keighley | Asistencia: 13 016 espectadores Árbitra: Anna-Marie Keighley |

| 18 de junio de 2019                                                                  | Jamaica    | 1:4 (0:2) | Australia               | Estadio de los Alpes, Grenoble                           |                                                          |
| 21:00 CEST (UTC+2)                                                                   | Solaun 49' | Reporte   | Kerr 11', 42', 69', 83' | Asistencia: 17 402 espectadores Árbitra: Katalin Kulcsár | Asistencia: 17 402 espectadores Árbitra: Katalin Kulcsár |
| Havana Solaun marcó el primer gol de Jamaica en una Copa Mundial Femenina de Fútbol. |            |           |                         |                                                          |                                                          |

| 18 de junio de 2019 | Italia | 0:1 (0:0) | Brasil           | Estadio de Hainaut, Valenciennes                        |                                                         |
| 21:00 CEST (UTC+2)  |        | Reporte   | Marta 74' (pen.) | Asistencia: 21 669 espectadores Árbitra: Lucila Venegas | Asistencia: 21 669 espectadores Árbitra: Lucila Venegas |

### Grupo D
| Selección  | Pts. | PJ | PG | PE | PP | GF | GC | Dif. |
| ---------- | ---- | -- | -- | -- | -- | -- | -- | ---- |
| Inglaterra | 9    | 3  | 3  | 0  | 0  | 5  | 1  | 4    |
| Japón      | 4    | 3  | 1  | 1  | 1  | 2  | 3  | −1   |
| Argentina  | 2    | 3  | 0  | 2  | 1  | 3  | 4  | −1   |
| Escocia    | 1    | 3  | 0  | 1  | 2  | 5  | 7  | −2   |

| 9 de junio de 2019 | Inglaterra                    | 2:1 (2:0) | Escocia    | Allianz Riviera, Niza                                  |                                                        |
| 18:00 CEST (UTC+2) | Parris 14' (pen.) · White 40' | Reporte   | Emslie 79' | Asistencia: 13 188 espectadores Árbitra: Jana Adámková | Asistencia: 13 188 espectadores Árbitra: Jana Adámková |
| Escocia hizo su debut absoluto en una Copa Mundial Femenina de Fútbol; además, Claire Emslie marcó el primer gol de Escocia en Mundiales femeninos. |                               |           |            |                                                        |                                                        |

| 10 de junio de 2019                                                         | Argentina | 0:0     | Japón | Parque de los Príncipes, París                              |                                                             |
| 18:00 CEST (UTC+2)                                                          |           | Reporte |       | Asistencia: 25 055 espectadores Árbitra: Stéphanie Frappart | Asistencia: 25 055 espectadores Árbitra: Stéphanie Frappart |
| Primer punto obtenido por Argentina en una Copa Mundial Femenina de Fútbol. |           |         |       |                                                             |                                                             |

| 14 de junio de 2019 | Japón                              | 2:1 (2:0) | Escocia      | Roazhon Park, Rennes                                   |                                                        |
| 15:00 CEST (UTC+2)  | Iwabuchi 23' · Sugasawa 37' (pen.) | Reporte   | Clelland 88' | Asistencia: 13 201 espectadores Árbitra: Lidya Tafesse | Asistencia: 13 201 espectadores Árbitra: Lidya Tafesse |

| 14 de junio de 2019 | Inglaterra | 1:0 (0:0) | Argentina | Estadio Océane, El Havre                           |                                                    |
| 21:00 CEST (UTC+2)  | Taylor 62' | Reporte   |           | Asistencia: 20 294 espectadores Árbitra: Liang Qin | Asistencia: 20 294 espectadores Árbitra: Liang Qin |

| 19 de junio de 2019 | Japón | 0:2 (0:1) | Inglaterra     | Allianz Riviera, Niza                                      |                                                            |
| 21:00 CEST (UTC+2)  |       | Reporte   | White 15', 84' | Asistencia: 14 319 espectadores Árbitra: Claudia Umpiérrez | Asistencia: 14 319 espectadores Árbitra: Claudia Umpiérrez |

| 19 de junio de 2019 | Escocia                                 | 3:3 (1:0) | Argentina                                                     | Parque de los Príncipes, París                       |                                                      |
| 21:00 CEST (UTC+2)  | Little 19' · Beattie 49' · Cuthbert 69' | Reporte   | Menéndez 74' · Alexander 79' (a.g.) · Bonsegundo 90+4' (pen.) | Asistencia: 28 205 espectadores Árbitra: Ri Hyang-ok | Asistencia: 28 205 espectadores Árbitra: Ri Hyang-ok |

### Grupo E
| Selección     | Pts. | PJ | PG | PE | PP | GF | GC | Dif. |
| ------------- | ---- | -- | -- | -- | -- | -- | -- | ---- |
| Países Bajos  | 9    | 3  | 3  | 0  | 0  | 6  | 2  | 4    |
| Canadá        | 6    | 3  | 2  | 0  | 1  | 4  | 2  | 2    |
| Camerún       | 3    | 3  | 1  | 0  | 2  | 3  | 5  | −2   |
| Nueva Zelanda | 0    | 3  | 0  | 0  | 3  | 1  | 5  | −4   |

| 10 de junio de 2019 | Canadá       | 1:0 (1:0) | Camerún | Estadio de la Mosson, Montpellier                    |                                                      |
| 21:00 CEST (UTC+2)  | Buchanan 45' | Reporte   |         | Asistencia: 10 710 espectadores Árbitra: Ri Hyang-ok | Asistencia: 10 710 espectadores Árbitra: Ri Hyang-ok |

| 11 de junio de 2019 | Nueva Zelanda | 0:1 (0:0) | Países Bajos | Estadio Océane, El Havre                                     |                                                              |
| 15:00 CEST (UTC+2)  |               | Reporte   | Roord 90+2'  | Asistencia: 10 654 espectadores Árbitra: Edina Batista Alves | Asistencia: 10 654 espectadores Árbitra: Edina Batista Alves |

| 15 de junio de 2019 | Países Bajos                      | 3:1 (1:1) | Camerún     | Estadio de Hainaut, Valenciennes                       |                                                        |
| 15:00 CEST (UTC+2)  | Miedema 41', 85' · Bloodworth 48' | Reporte   | Onguéné 43' | Asistencia: 22 423 espectadores Árbitra: Casey Reibelt | Asistencia: 22 423 espectadores Árbitra: Casey Reibelt |

| 15 de junio de 2019 | Canadá                   | 2:0 (0:0) | Nueva Zelanda | Estadio de los Alpes, Grenoble                             |                                                            |
| 21:00 CEST (UTC+2)  | Fleming 48' · Prince 79' | Reporte   |               | Asistencia: 14 856 espectadores Árbitra: Yoshimi Yamashita | Asistencia: 14 856 espectadores Árbitra: Yoshimi Yamashita |

| 20 de junio de 2019 | Países Bajos                 | 2:1 (0:0) | Canadá       | Estadio Auguste Delaune, Reims                              |                                                             |
| 18:00 CEST (UTC+2)  | Dekker 54' · Beerensteyn 75' | Reporte   | Sinclair 60' | Asistencia: 19 277 espectadores Árbitra: Stéphanie Frappart | Asistencia: 19 277 espectadores Árbitra: Stéphanie Frappart |

| 20 de junio de 2019 | Camerún           | 2:1 (0:0) | Nueva Zelanda    | Estadio de la Mosson, Montpellier                      |                                                        |
| 18:00 CEST (UTC+2)  | Nchout 57', 90+5' | Reporte   | Awona 80' (a.g.) | Asistencia: 8009 espectadores Árbitra: Kateryna Monzul | Asistencia: 8009 espectadores Árbitra: Kateryna Monzul |

### Grupo F
| Selección      | Pts. | PJ | PG | PE | PP | GF | GC | Dif. |
| -------------- | ---- | -- | -- | -- | -- | -- | -- | ---- |
| Estados Unidos | 9    | 3  | 3  | 0  | 0  | 18 | 0  | 18   |
| Suecia         | 6    | 3  | 2  | 0  | 1  | 7  | 3  | 4    |
| Chile          | 3    | 3  | 1  | 0  | 2  | 2  | 5  | −3   |
| Tailandia      | 0    | 3  | 0  | 0  | 3  | 1  | 20 | −19  |

| 11 de junio de 2019 | Chile | 0:2 (0:0) | Suecia                     | Roazhon Park, Rennes                                    |                                                         |
| 18:00 CEST (UTC+2) |       | Reporte   | Asllani 83' · Janogy 90+4' | Asistencia: 15 875 espectadores Árbitra: Lucila Venegas | Asistencia: 15 875 espectadores Árbitra: Lucila Venegas |
| Chile hizo su debut absoluto en una Copa Mundial Femenina de Fútbol. El partido fue suspendido a los 71' debido a las condiciones meteorológicas adversas. |       |           |                            |                                                         |                                                         |

| 11 de junio de 2019 | Estados Unidos | 13:0 (3:0) | Tailandia | Estadio Auguste Delaune, Reims                           |                                                          |
| 21:00 CEST (UTC+2) | Morgan 12', 53', 74', 81', 87' · Lavelle 20', 56' · Horan 32' · Mewis 50', 55' · Rapinoe 79' · Pugh 85' · Lloyd 90+2' | Reporte    |           | Asistencia: 18 591 espectadores Árbitra: Laura Fortunato | Asistencia: 18 591 espectadores Árbitra: Laura Fortunato |
| Samantha Mewis anotó el gol 800 en la historia de la Copa Mundial Femenina; además, Alex Morgan igualó el récord de su compatriota Michelle Akers al marcar cinco goles en un partido de la Copa Mundial Femenina. Mayor goleada en la historia de los Mundiales femeninos. | |            |           |                                                          |                                                          |

| 16 de junio de 2019 | Suecia                                                                      | 5:1 (3:0) | Tailandia        | Allianz Riviera, Niza                                    |                                                          |
| 15:00 CEST (UTC+2)  | Sembrant 6' · Asllani 19' · Rolfö 42' · Hurtig 81' · Rubensson 90+6' (pen.) | Reporte   | Sung-Ngoen 90+1' | Asistencia: 9354 espectadores Árbitra: Salima Mukansanga | Asistencia: 9354 espectadores Árbitra: Salima Mukansanga |

| 16 de junio de 2019 | Estados Unidos            | 3:0 (3:0) | Chile | Parque de los Príncipes, París                        |                                                       |
| 18:00 CEST (UTC+2)  | Lloyd 11', 35' · Ertz 26' | Reporte   |       | Asistencia: 45 594 espectadores Árbitra: Riem Hussein | Asistencia: 45 594 espectadores Árbitra: Riem Hussein |

| 20 de junio de 2019 | Suecia | 0:2 (0:1) | Estados Unidos                  | Estadio Océane, El Havre                                        |                                                                 |
| 21:00 CEST (UTC+2)  |        | Reporte   | Horan 3' · Andersson 50' (a.g.) | Asistencia: 22 418 espectadores Árbitra: Anastasia Pustovoytova | Asistencia: 22 418 espectadores Árbitra: Anastasia Pustovoytova |

| 20 de junio de 2019 | Tailandia | 0:2 (0:0) | Chile                             | Roazhon Park, Rennes                                         |                                                              |
| 21:00 CEST (UTC+2) |           | Reporte   | Boonsing 48' (a.g.) · Urrutia 80' | Asistencia: 13 567 espectadores Árbitra: Anna-Marie Keighley | Asistencia: 13 567 espectadores Árbitra: Anna-Marie Keighley |
| Primera victoria de Chile en la Copa Mundial Femenina de Fútbol. Asimismo, el autogol de Waraporn Boonsing fue el primer gol de Chile en Mundiales femeninos, mientras que María José Urrutia fue la primera jugadora chilena en convertir. |           |           |                                   |                                                              |                                                              |

### Tabla de terceros
Los cuatro equipos mejor ubicados en esta tabla clasificaron a los octavos de final.
| Selección | Gr. | Pts. | PJ | PG | PE | PP | GF | GC | Dif. |
| --------- | --- | ---- | -- | -- | -- | -- | -- | -- | ---- |
| Brasil    | C   | 6    | 3  | 2  | 0  | 1  | 6  | 3  | 3    |
| China     | B   | 4    | 3  | 1  | 1  | 1  | 1  | 1  | 0    |
| Camerún   | E   | 3    | 3  | 1  | 0  | 2  | 3  | 5  | −2   |
| Nigeria   | A   | 3    | 3  | 1  | 0  | 2  | 2  | 4  | −2   |
| Chile     | F   | 3    | 3  | 1  | 0  | 2  | 2  | 5  | −3   |
| Argentina | D   | 2    | 3  | 0  | 2  | 1  | 3  | 4  | −1   |

## Fase de eliminatorias
Los emparejamientos de los octavos de final fueron definidos de la siguiente manera:
- Partido 1: 2.º del grupo A vs. 2.º del grupo C
- Partido 2: 1.º del grupo D vs. 3.º del grupo B/E/F
- Partido 3: 1.º del grupo A vs. 3.º del grupo C/D/E
- Partido 4: 2.º del grupo B vs. 1.º del grupo F
- Partido 5: 1.º del grupo C vs. 3.º del grupo A/B/F
- Partido 6: 1.º del grupo E vs. 2.º del grupo D
- Partido 7: 1.º del grupo B vs. 3.º del grupo A/C/D
- Partido 8: 2.º del grupo F vs. 2.º del grupo E

Los emparejamientos de los partidos 2, 3, 5 y 7 dependen de los grupos de los cuales provengan los equipos que ocupen el tercer puesto que clasifiquen. La siguiente tabla muestra las diferentes opciones para definir a los rivales de los ganadores de los grupos A, B, C y D. 
     – Combinación que se dio en esta edición.
| Si los 4 mejores terceros son de los grupos: | El 1.º del grupo A juega con: | El 1.º del grupo B juega con: | El 1.º del grupo C juega con: | El 1.º del grupo D juega con: |
| -------------------------------------------- | ----------------------------- | ----------------------------- | ----------------------------- | ----------------------------- |
| A, B, C y D                                  | 3.º del grupo C               | 3.º del grupo D               | 3.º del grupo A               | 3.º del grupo B               |
| A, B, C y E                                  | 3.º del grupo C               | 3.º del grupo A               | 3.º del grupo B               | 3.º del grupo E               |
| A, B, C y F                                  | 3.º del grupo C               | 3.º del grupo A               | 3.º del grupo B               | 3.º del grupo F               |
| A, B, D y E                                  | 3.º del grupo D               | 3.º del grupo A               | 3.º del grupo B               | 3.º del grupo E               |
| A, B, D y F                                  | 3.º del grupo D               | 3.º del grupo A               | 3.º del grupo B               | 3.º del grupo F               |
| A, B, E y F                                  | 3.º del grupo E               | 3.º del grupo A               | 3.º del grupo B               | 3.º del grupo F               |
| A, C, D y E                                  | 3.º del grupo C               | 3.º del grupo D               | 3.º del grupo A               | 3.º del grupo E               |
| A, C, D y F                                  | 3.º del grupo C               | 3.º del grupo D               | 3.º del grupo A               | 3.º del grupo F               |
| A, C, E y F                                  | 3.º del grupo C               | 3.º del grupo A               | 3.º del grupo F               | 3.º del grupo E               |
| A, D, E y F                                  | 3.º del grupo D               | 3.º del grupo A               | 3.º del grupo F               | 3.º del grupo E               |
| B, C, D y E                                  | 3.º del grupo C               | 3.º del grupo D               | 3.º del grupo B               | 3.º del grupo E               |
| B, C, D y F                                  | 3.º del grupo C               | 3.º del grupo D               | 3.º del grupo B               | 3.º del grupo F               |
| B, C, E y F                                  | 3.º del grupo E               | 3.º del grupo C               | 3.º del grupo B               | 3.º del grupo F               |
| B, D, E y F                                  | 3.º del grupo E               | 3.º del grupo D               | 3.º del grupo B               | 3.º del grupo F               |
| C, D, E y F                                  | 3.º del grupo C               | 3.º del grupo D               | 3.º del grupo F               | 3.º del grupo E               |

### Cuadro de desarrollo
|  | Octavos de final           | Octavos de final           |                        |   | Cuartos de final             | Cuartos de final             |                   |                   | Semifinales | Semifinales |  |  | Final | Final |
|  |                            |                            |                        |   |                              |                              |                   |                   |             |             |  |  |       |       |
|  | 22 de junio – Niza         |                            |                        |   |                              |                              |                   |                   |             |             |  |  |       |       |
|  |                            |                            |                        |   |                              |                              |                   |                   |             |             |  |  |       |       |
|  | Noruega (p.)               | 1 (4)                      |                        |   |                              |                              |                   |                   |             |             |  |  |       |       |
|  | Noruega (p.)               | 1 (4)                      | 27 de junio – El Havre |   |                              |                              |                   |                   |             |             |  |  |       |       |
|  | Australia                  | 1 (1)                      |                        |   |                              |                              |                   |                   |             |             |  |  |       |       |
|  | Australia                  | 1 (1)                      | Noruega                | 0 |                              |                              |                   |                   |             |             |  |  |       |       |
|  | 23 de junio – El Havre     |                            | Noruega                | 0 |                              |                              |                   |                   |             |             |  |  |       |       |
|  |                            | Inglaterra                 | 3                      |   |                              |                              |                   |                   |             |             |  |  |       |       |
|  | Inglaterra                 | Inglaterra                 | 3                      | 3 |                              |                              |                   |                   |             |             |  |  |       |       |
|  | Inglaterra                 |                            | 2 de julio – Lyon      | 3 |                              |                              |                   |                   |             |             |  |  |       |       |
|  | Camerún                    | 0                          |                        |   |                              |                              |                   |                   |             |             |  |  |       |       |
|  | Camerún                    | 0                          | Inglaterra             | 1 |                              |                              |                   |                   |             |             |  |  |       |       |
|  | 23 de junio – Valenciennes |                            | Inglaterra             | 1 |                              |                              |                   |                   |             |             |  |  |       |       |
|  |                            | Estados Unidos             | 2                      |   |                              |                              |                   |                   |             |             |  |  |       |       |
|  | Francia (t. s.)            | Estados Unidos             | 2                      | 2 |                              |                              |                   |                   |             |             |  |  |       |       |
|  | Francia (t. s.)            | 28 de junio – París        |                        | 2 |                              |                              |                   |                   |             |             |  |  |       |       |
|  | Brasil                     | 1                          |                        |   |                              |                              |                   |                   |             |             |  |  |       |       |
|  | Brasil                     | 1                          | Francia                | 1 |                              |                              |                   |                   |             |             |  |  |       |       |
|  | 24 de junio – Reims        |                            | Francia                | 1 |                              |                              |                   |                   |             |             |  |  |       |       |
|  |                            | Estados Unidos             | 2                      |   |                              |                              |                   |                   |             |             |  |  |       |       |
|  | España                     | Estados Unidos             | 2                      | 1 |                              |                              |                   |                   |             |             |  |  |       |       |
|  | España                     |                            | 7 de julio – Lyon      | 1 |                              |                              |                   |                   |             |             |  |  |       |       |
|  | Estados Unidos             | 2                          |                        |   |                              |                              |                   |                   |             |             |  |  |       |       |
|  | Estados Unidos             | 2                          | Estados Unidos         | 2 |                              |                              |                   |                   |             |             |  |  |       |       |
|  | 25 de junio – Montpellier  |                            | Estados Unidos         | 2 |                              |                              |                   |                   |             |             |  |  |       |       |
|  |                            | Países Bajos               | 0                      |   |                              |                              |                   |                   |             |             |  |  |       |       |
|  | Italia                     | Países Bajos               | 0                      | 2 |                              |                              |                   |                   |             |             |  |  |       |       |
|  | Italia                     | 29 de junio – Valenciennes |                        | 2 |                              |                              |                   |                   |             |             |  |  |       |       |
|  | China                      | 0                          |                        |   |                              |                              |                   |                   |             |             |  |  |       |       |
|  | China                      | 0                          | Italia                 | 0 |                              |                              |                   |                   |             |             |  |  |       |       |
|  | 25 de junio – Rennes       |                            | Italia                 | 0 |                              |                              |                   |                   |             |             |  |  |       |       |
|  |                            | Países Bajos               | 2                      |   |                              |                              |                   |                   |             |             |  |  |       |       |
|  | Países Bajos               | Países Bajos               | 2                      | 2 |                              |                              |                   |                   |             |             |  |  |       |       |
|  | Países Bajos               |                            | 3 de julio – Lyon      | 2 |                              |                              |                   |                   |             |             |  |  |       |       |
|  | Japón                      | 1                          |                        |   |                              |                              |                   |                   |             |             |  |  |       |       |
|  | Japón                      | 1                          | Países Bajos (t. s.)   | 1 |                              |                              |                   |                   |             |             |  |  |       |       |
|  | 22 de junio – Grenoble     |                            | Países Bajos (t. s.)   | 1 |                              |                              |                   |                   |             |             |  |  |       |       |
|  |                            | Suecia                     | 0                      |   | Partido por el tercer puesto | Partido por el tercer puesto |                   |                   |             |             |  |  |       |       |
|  | Alemania                   | Suecia                     | 0                      | 3 | Partido por el tercer puesto | Partido por el tercer puesto |                   |                   |             |             |  |  |       |       |
|  | Alemania                   | 29 de junio – Rennes       | 29 de junio – Rennes   | 3 |                              |                              | 6 de julio – Niza | 6 de julio – Niza |             |             |  |  |       |       |
|  | Nigeria                    | 29 de junio – Rennes       | 29 de junio – Rennes   | 0 |                              |                              | 6 de julio – Niza | 6 de julio – Niza |             |             |  |  |       |       |
|  | Nigeria                    | Alemania                   | 1                      | 0 | Inglaterra                   | 1                            |                   |                   |             |             |  |  |       |       |
|  | 24 de junio – París        | Alemania                   | 1                      |   | Inglaterra                   | 1                            |                   |                   |             |             |  |  |       |       |
|  |                            | Suecia                     | 2                      |   | Suecia                       | 2                            |                   |                   |             |             |  |  |       |       |
|  | Suecia                     | Suecia                     | 2                      | 1 | Suecia                       | 2                            |                   |                   |             |             |  |  |       |       |
|  | Suecia                     |                            |                        | 1 |                              |                              |                   |                   |             |             |  |  |       |       |
|  | Canadá                     | 0                          |                        |   |                              |                              |                   |                   |             |             |  |  |       |       |
|  | Canadá                     | 0                          |                        |   |                              |                              |                   |                   |             |             |  |  |       |       |

### Octavos de final
| 22 de junio de 2019 | Alemania                                     | 3:0 (2:0) | Nigeria | Estadio de los Alpes, Grenoble                             |                                                            |
| 17:30 CEST (UTC+2)  | Popp 20' · Däbritz 27' (pen.) · Schüller 82' | Reporte   |         | Asistencia: 17 988 espectadores Árbitra: Yoshimi Yamashita | Asistencia: 17 988 espectadores Árbitra: Yoshimi Yamashita |

| 22 de junio de 2019 | Noruega                                 | 1:1 (1:1, 1:0) (t. s.)(4:1 p.) | Australia               | Allianz Riviera, Niza                                 |                                                       |
| 21:00 CEST (UTC+2)  | Herlovsen 31'                           | Reporte                        | Kellond-Knight 83'      | Asistencia: 12 229 espectadores Árbitra: Riem Hussein | Asistencia: 12 229 espectadores Árbitra: Riem Hussein |
|                     |                                         | Tiros desde el punto penal     |                         |                                                       |                                                       |
|                     | Graham Hansen · Reiten · Mjelde · Engen |                                | Kerr · Gielnik · Catley |                                                       |                                                       |

| 23 de junio de 2019 | Inglaterra                                 | 3:0 (2:0) | Camerún | Estadio de Hainaut, Valenciennes                   |                                                    |
| 17:30 CEST (UTC+2)  | Houghton 14' · White 45+4' · Greenwood 58' | Reporte   |         | Asistencia: 20 148 espectadores Árbitra: Liang Qin | Asistencia: 20 148 espectadores Árbitra: Liang Qin |

| 23 de junio de 2019 | Francia                 | 2:1 (1:1, 0:0) (t. s.) | Brasil     | Estadio Océane, El Havre                                       |                                                                |
| 21:00 CEST (UTC+2)  | Gauvin 52' · Henry 107' | Reporte                | Thaisa 63' | Asistencia: 23 965 espectadores Árbitra: Marie-Soleil Beaudoin | Asistencia: 23 965 espectadores Árbitra: Marie-Soleil Beaudoin |

| 24 de junio de 2019 | España     | 1:2 (1:1) | Estados Unidos                | Estadio Auguste Delaune, Reims                           |                                                          |
| 18:00 CEST (UTC+2)  | Hermoso 9' | Reporte   | Rapinoe 7' (pen.), 75' (pen.) | Asistencia: 19 633 espectadores Árbitra: Katalin Kulcsár | Asistencia: 19 633 espectadores Árbitra: Katalin Kulcsár |

| 24 de junio de 2019 | Suecia           | 1:0 (0:0) | Canadá | Parque de los Príncipes, París                         |                                                        |
| 21:00 CEST (UTC+2)  | Blackstenius 55' | Reporte   |        | Asistencia: 38 078 espectadores Árbitra: Kate Jacewicz | Asistencia: 38 078 espectadores Árbitra: Kate Jacewicz |

| 25 de junio de 2019 | Italia                   | 2:0 (1:0) | China | Stade de la Mosson, Montpellier                              |                                                              |
| 18:00 CEST (UTC+2)  | Giacinti 15' · Galli 49' | Reporte   |       | Asistencia: 17 492 espectadores Árbitra: Edina Batista Alves | Asistencia: 17 492 espectadores Árbitra: Edina Batista Alves |

| 25 de junio de 2019                                                                            | Países Bajos            | 2:1 (1:1) | Japón        | Roazhon Park, Rennes                                    |                                                         |
| 21:00 CEST (UTC+2)                                                                             | Martens 17', 90' (pen.) | Reporte   | Hasegawa 43' | Asistencia: 21 076 espectadores Árbitra: Melissa Borjas | Asistencia: 21 076 espectadores Árbitra: Melissa Borjas |
| Primera clasificación de los Países Bajos a los cuartos de final de una Copa Mundial Femenina. |                         |           |              |                                                         |                                                         |

### Cuartos de final
| 27 de junio de 2019                                                      | Noruega | 0:3 (0:2) | Inglaterra                        | Estadio Océane, El Havre                                |                                                         |
| 21:00 CEST (UTC+2)                                                       |         | Reporte   | Scott 3' · White 40' · Bronze 57' | Asistencia: 21 111 espectadores Árbitra: Lucila Venegas | Asistencia: 21 111 espectadores Árbitra: Lucila Venegas |
| Lucy Bronze anotó el gol 900 en la historia de la Copa Mundial Femenina. |         |           |                                   |                                                         |                                                         |

| 28 de junio de 2019 | Francia    | 1:2 (0:1) | Estados Unidos  | Parque de los Príncipes, París                           |                                                          |
| 21:00 CEST (UTC+2)  | Renard 81' | Reporte   | Rapinoe 5', 65' | Asistencia: 45 595 espectadores Árbitra: Kateryna Monzul | Asistencia: 45 595 espectadores Árbitra: Kateryna Monzul |

| 29 de junio de 2019                                                                       | Italia | 0:2 (0:0) | Países Bajos                    | Estadio de Hainaut, Valenciennes                           |                                                            |
| 15:00 CEST (UTC+2)                                                                        |        | Reporte   | Miedema 70' · Van der Gragt 80' | Asistencia: 22 600 espectadores Árbitra: Claudia Umpiérrez | Asistencia: 22 600 espectadores Árbitra: Claudia Umpiérrez |
| Primera clasificación de los Países Bajos a las semifinales de una Copa Mundial Femenina. |        |           |                                 |                                                            |                                                            |

| 29 de junio de 2019 | Alemania   | 1:2 (1:1) | Suecia                           | Roazhon Park, Rennes                                        |                                                             |
| 18:30 CEST (UTC+2)  | Magull 16' | Reporte   | Jakobsson 22' · Blackstenius 48' | Asistencia: 25 301 espectadores Árbitra: Stéphanie Frappart | Asistencia: 25 301 espectadores Árbitra: Stéphanie Frappart |

### Semifinales
| 2 de julio de 2019                                                                                | Inglaterra | 1:2 (1:2) | Estados Unidos         | Parc Olympique Lyonnais, Lyon                                |                                                              |
| 21:00 CEST (UTC+2)                                                                                | White 19'  | Reporte   | Press 10' · Morgan 31' | Asistencia: 53 512 espectadores Árbitra: Edina Batista Alves | Asistencia: 53 512 espectadores Árbitra: Edina Batista Alves |
| Estados Unidos es la primera selección en llegar a tres finales consecutivas (2011, 2015 y 2019). |            |           |                        |                                                              |                                                              |

| 3 de julio de 2019                                                                  | Países Bajos | 1:0 (0:0, 0:0) (t. s.) | Suecia | Parc Olympique Lyonnais, Lyon                                  |                                                                |
| 21:00 CEST (UTC+2)                                                                  | Groenen 99'  | Reporte                |        | Asistencia: 48 452 espectadores Árbitra: Marie-Soleil Beaudoin | Asistencia: 48 452 espectadores Árbitra: Marie-Soleil Beaudoin |
| Primera clasificación de los Países Bajos a una final de una Copa Mundial Femenina. |              |                        |        |                                                                |                                                                |

### Tercer puesto
| 6 de julio de 2019 | Inglaterra | 1:2 (1:2) | Suecia                      | Allianz Riviera, Niza                                           |                                                                 |
| 17:00 CEST (UTC+2) | Kirby 31'  | Reporte   | Asllani 11' · Jakobsson 22' | Asistencia: 20 316 espectadores Árbitra: Anastasia Pustovoytova | Asistencia: 20 316 espectadores Árbitra: Anastasia Pustovoytova |

### Final
| 7 de julio de 2019 | Estados Unidos                   | 2:0 (0:0) | Países Bajos | Parc Olympique Lyonnais, Lyon                               |                                                             |
| 17:00 CEST (UTC+2) | Rapinoe 61' (pen.) · Lavelle 69' | Reporte   |              | Asistencia: 57 900 espectadores Árbitra: Stéphanie Frappart | Asistencia: 57 900 espectadores Árbitra: Stéphanie Frappart |
| Estados Unidos es el segundo equipo en ser campeón en dos ediciones consecutivas (2015 y 2019) después de Alemania (2003 y 2007). Con 26 goles, Estados Unidos es la selección con más tantos anotados en una sola edición de la Copa Mundial Femenina de la FIFA. |                                  |           |              |                                                             |                                                             |

|                                   |
| Bandera de Estados Unidos         |
| Campeón Estados Unidos 4.º título |

## Estadísticas

### Tabla general

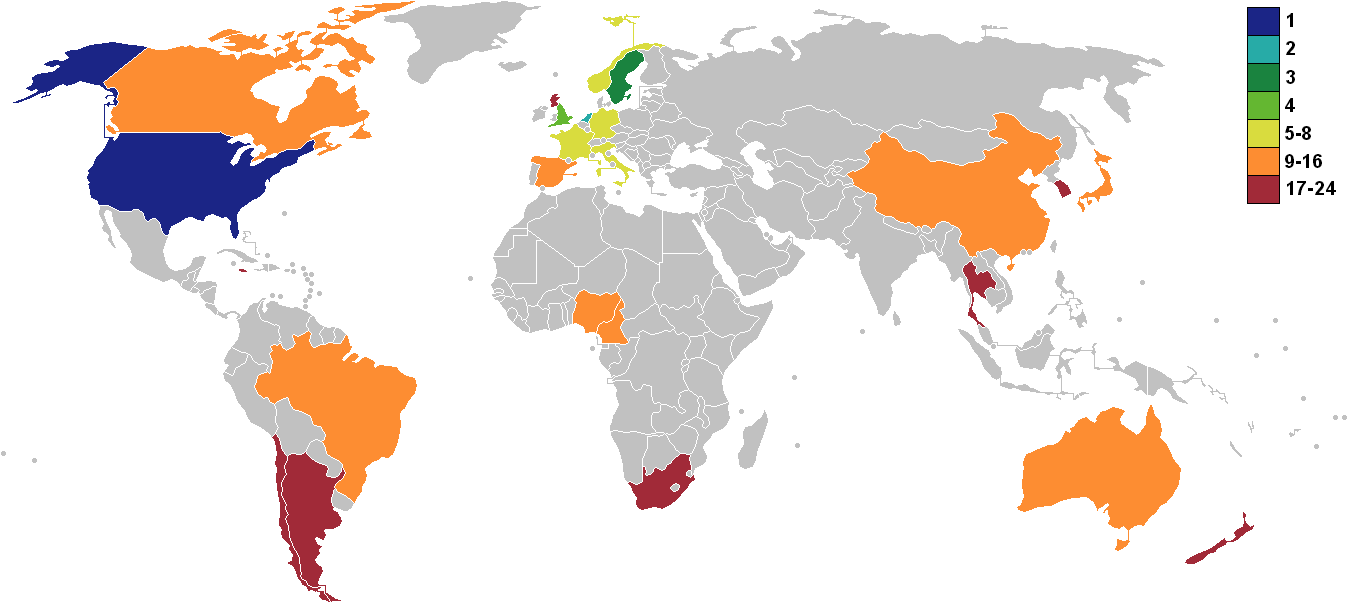
Mapa según los resultados del torneo.

| Pos. | Selección      | Pts. | PJ | PG | PE | PP | GF | GC | Dif. | Rend.  |
| ---- | -------------- | ---- | -- | -- | -- | -- | -- | -- | ---- | ------ |
| 1    | Estados Unidos | 21   | 7  | 7  | 0  | 0  | 26 | 3  | 23   | 100%   |
| 2    | Países Bajos   | 18   | 7  | 6  | 0  | 1  | 11 | 5  | 6    | 85,71% |
| 3    | Suecia         | 15   | 7  | 5  | 0  | 2  | 12 | 6  | 6    | 71,43% |
| 4    | Inglaterra     | 15   | 7  | 5  | 0  | 2  | 13 | 5  | 8    | 71,43% |
| 5    | Alemania       | 12   | 5  | 4  | 0  | 1  | 10 | 2  | 8    | 80%    |
| 6    | Francia        | 12   | 5  | 4  | 0  | 1  | 10 | 4  | 6    | 80%    |
| 7    | Italia         | 9    | 5  | 3  | 0  | 2  | 9  | 4  | 5    | 60%    |
| 8    | Noruega        | 7    | 5  | 2  | 1  | 2  | 7  | 7  | 0    | 46,67% |
| 9    | Australia      | 7    | 4  | 2  | 1  | 1  | 9  | 6  | 3    | 58,33% |
| 10   | Brasil         | 6    | 4  | 2  | 0  | 2  | 7  | 5  | 2    | 50%    |
| 11   | Canadá         | 6    | 4  | 2  | 0  | 2  | 4  | 3  | 1    | 50%    |
| 12   | España         | 4    | 4  | 1  | 1  | 2  | 4  | 4  | 0    | 33,33% |
| 13   | Japón          | 4    | 4  | 1  | 1  | 2  | 3  | 5  | −2   | 33,33% |
| 14   | China          | 4    | 4  | 1  | 1  | 2  | 1  | 3  | −2   | 33,33% |
| 15   | Camerún        | 3    | 4  | 1  | 0  | 3  | 3  | 8  | −5   | 25%    |
| 16   | Nigeria        | 3    | 4  | 1  | 0  | 3  | 2  | 7  | −5   | 25%    |
| 17   | Chile          | 3    | 3  | 1  | 0  | 2  | 2  | 5  | −3   | 33,33% |
| 18   | Argentina      | 2    | 3  | 0  | 2  | 1  | 3  | 4  | −1   | 22,22% |
| 19   | Escocia        | 1    | 3  | 0  | 1  | 2  | 5  | 7  | −2   | 11,11% |
| 20   | Nueva Zelanda  | 0    | 3  | 0  | 0  | 3  | 1  | 5  | −4   | 0%     |
| 21   | Corea del Sur  | 0    | 3  | 0  | 0  | 3  | 1  | 8  | −7   | 0%     |
| 22   | Sudáfrica      | 0    | 3  | 0  | 0  | 3  | 1  | 8  | −7   | 0%     |
| 23   | Jamaica        | 0    | 3  | 0  | 0  | 3  | 1  | 12 | −11  | 0%     |
| 24   | Tailandia      | 0    | 3  | 0  | 0  | 3  | 1  | 20 | −19  | 0%     |

### Goleadoras
| Jugadora           | Selección      | Goles | Minutos |
| ------------------ | -------------- | ----- | ------- |
| Megan Rapinoe      | Estados Unidos | 6     | 428     |
| Alex Morgan        | Estados Unidos | 6     | 490     |
| Ellen White        | Inglaterra     | 6     | 514     |
| Sam Kerr           | Australia      | 5     | 390     |
| Cristiane          | Brasil         | 4     | 301     |
| Wendie Renard      | Francia        | 4     | 480     |
| Sara Däbritz       | Alemania       | 3     | 450     |
| Kosovare Asllani   | Suecia         | 3     | 604     |
| Carli Lloyd        | Estados Unidos | 3     | 194     |
| Cristiana Girelli  | Italia         | 3     | 279     |
| Aurora Galli       | Italia         | 3     | 301     |
| Jennifer Hermoso   | España         | 3     | 360     |
| Rose Lavelle       | Estados Unidos | 3     | 427     |
| Vivianne Miedema   | Países Bajos   | 3     | 657     |
| Samantha Mewis     | Estados Unidos | 2     | 467     |
| Lindsey Horan      | Estados Unidos | 2     | 357     |
| Lina Magull        | Alemania       | 2     | 302     |
| Eugénie Le Sommer  | Francia        | 2     | 410     |
| Amandine Henry     | Francia        | 2     | 480     |
| Stina Blackstenius | Suecia         | 2     | 535     |
| Marta              | Brasil         | 2     | 249     |
| Ajara Nchout       | Camerún        | 2     | 257     |
| Valérie Gauvin     | Francia        | 2     | 332     |
| Barbara Bonansea   | Italia         | 2     | 396     |
| Isabell Herlovsen  | Noruega        | 2     | 416     |
| Alexandra Popp     | Alemania       | 2     | 450     |
| Lieke Martens      | Países Bajos   | 2     | 545     |
| Sofia Jakobsson    | Suecia         | 2     | 570     |

| Jugadoras con un gol       | Jugadoras con un gol | Jugadoras con un gol | Jugadoras con un gol | Jugadoras con un gol |
| Jugadora                   | Selección            | Goles                | Minutos              |                      |
| -------------------------- | -------------------- | -------------------- | -------------------- | -------------------- |
| Lucy Bronze                | Inglaterra           | 1                    | 630                  |                      |
| Mallory Pugh               | Estados Unidos       | 1                    | 118                  |                      |
| Nichelle Prince            | Canadá               | 1                    | 223                  |                      |
| Lucía García               | España               | 1                    | 252                  |                      |
| Christen Press             | Estados Unidos       | 1                    | 255                  |                      |
| Lineth Beerensteyn         | Países Bajos         | 1                    | 265                  |                      |
| Erin Cuthbert              | Escocia              | 1                    | 270                  |                      |
| Mana Iwabuchi              | Japón                | 1                    | 293                  |                      |
| Chloe Logarzo              | Australia            | 1                    | 361                  |                      |
| Elin Rubensson             | Suecia               | 1                    | 415                  |                      |
| Caroline Hansen            | Noruega              | 1                    | 444                  |                      |
| Giulia Gwinn               | Alemania             | 1                    | 450                  |                      |
| Fran Kirby                 | Inglaterra           | 1                    | 457                  |                      |
| Guro Reiten                | Noruega              | 1                    | 463                  |                      |
| Nikita Parris              | Inglaterra           | 1                    | 520                  |                      |
| Jill Scott                 | Inglaterra           | 1                    | 618                  |                      |
| Linda Sembrant             | Suecia               | 1                    | 660                  |                      |
| Lana Clelland              | Escocia              | 1                    | 14                   |                      |
| Milagros Menéndez          | Argentina            | 1                    | 30                   |                      |
| Madelen Janogy             | Suecia               | 1                    | 95                   |                      |
| Yeo Min-ji                 | Corea del Sur        | 1                    | 128                  |                      |
| Jill Roord                 | Países Bajos         | 1                    | 155                  |                      |
| Jodie Taylor               | Inglaterra           | 1                    | 156                  |                      |
| Lea Schüller               | Alemania             | 1                    | 188                  |                      |
| Yui Hasegawa               | Japón                | 1                    | 189                  |                      |
| Elise Kellond-Knight       | Australia            | 1                    | 191                  |                      |
| Havana Solaun              | Jamaica              | 1                    | 207                  |                      |
| Lisa-Marie Karlseng Utland | Noruega              | 1                    | 208                  |                      |
| Melanie Leupolz            | Alemania             | 1                    | 208                  |                      |
| Claire Emslie              | Escocia              | 1                    | 210                  |                      |
| María José Urrutia         | Chile                | 1                    | 217                  |                      |
| Thembi Kgatlana            | Sudáfrica            | 1                    | 225                  |                      |
| Anouk Dekker               | Países Bajos         | 1                    | 256                  |                      |
| Florencia Bonsegundo       | Argentina            | 1                    | 257                  |                      |
| Asisat Oshoala             | Nigeria              | 1                    | 257                  |                      |
| Li Ying                    | China                | 1                    | 258                  |                      |
| Jennifer Beattie           | Escocia              | 1                    | 270                  |                      |
| Lina Hurtig                | Suecia               | 1                    | 270                  |                      |
| Kim Little                 | Escocia              | 1                    | 270                  |                      |
| Kanjana Sung-Ngoen         | Tailandia            | 1                    | 270                  |                      |
| Valentina Giacinti         | Italia               | 1                    | 274                  |                      |
| Yuika Sugasawa             | Japón                | 1                    | 298                  |                      |
| Caitlin Foord              | Australia            | 1                    | 330                  |                      |
| Christine Sinclair         | Canadá               | 1                    | 338                  |                      |
| Fridolina Rolfö            | Suecia               | 1                    | 349                  |                      |
| Kadeisha Buchanan          | Canadá               | 1                    | 360                  |                      |
| Jessie Fleming             | Canadá               | 1                    | 360                  |                      |
| Alex Greenwood             | Inglaterra           | 1                    | 360                  |                      |
| Gabrielle Onguéné          | Camerún              | 1                    | 360                  |                      |
| Thaisa                     | Brasil               | 1                    | 390                  |                      |
| Julie Ertz                 | Estados Unidos       | 1                    | 474                  |                      |
| Stefanie van der Gragt     | Países Bajos         | 1                    | 477                  |                      |
| Stephanie Houghton         | Inglaterra           | 1                    | 630                  |                      |
| Jackie Groenen             | Países Bajos         | 1                    | 645                  |                      |
| Dominique Bloodworth       | Países Bajos         | 1                    | 660                  |                      |

(de acuerdo a la página oficial Archivado el 4 de marzo de 2016 en Wayback Machine. de la competición)

### Asistentes
| Jugador           | Selección      | Asist. | Minutos |
| ----------------- | -------------- | ------ | ------- |
| Sherida Spitse    | Países Bajos   | 4      | 640     |
| Beth Mead         | Inglaterra     | 3      | 296     |
| Amel Majri        | Francia        | 3      | 462     |
| Manuela Giugliano | Italia         | 3      | 450     |
| Samantha Mewis    | Estados Unidos | 3      | 467     |
| Alex Morgan       | Estados Unidos | 3      | 490     |
| Megan Rapinoe     | Estados Unidos | 3      | 428     |
| Andressa Alves    | Brasil         | 2      | 180     |
| Lucy Bronze       | Inglaterra     | 2      | 630     |
| Toni Duggan       | Inglaterra     | 2      | 227     |
| Gaëtane Thiney    | Francia        | 2      | 386     |
| Tierna Davidson   | Estados Unidos | 2      | 90      |
| Lindsey Horan     | Estados Unidos | 2      | 357     |
| Kelley O'Hara     | Estados Unidos | 2      | 492     |

### Autogoles
| Jugadora          | Selección     | Rival          | Goles |
| ----------------- | ------------- | -------------- | ----- |
| Osinachi Ohale    | Nigeria       | Noruega        | 1     |
| Kim Do-yeon       | Corea del Sur | Nigeria        | 1     |
| Wendie Renard     | Francia       | Noruega        | 1     |
| Mônica            | Brasil        | Australia      | 1     |
| Lee Alexander     | Escocia       | Argentina      | 1     |
| Aurelle Awona     | Camerún       | Nueva Zelanda  | 1     |
| Waraporn Boonsing | Tailandia     | Chile          | 1     |
| Jonna Andersson   | Suecia        | Estados Unidos | 1     |

### Jugadoras con tres o más goles en un partido
| Pos. | Jugadora          | Goles | Fecha               | Local          |                           | Resultado |                      | Visitante | Reporte                                                       |
| ---- | ----------------- | ----- | ------------------- | -------------- | ------------------------- | --------- | -------------------- | --------- | ------------------------------------------------------------- |
| 1    | Cristiane         | 3     | 9 de junio de 2019  | Brasil         | Bandera de Brasil         | 3 - 0     | Bandera de Jamaica   | Jamaica   | Jornada 1 Archivado el 7 de junio de 2019 en Wayback Machine. |
| 2    | Alex Morgan       | 5     | 11 de junio de 2019 | Estados Unidos | Bandera de Estados Unidos | 13 - 0    | Bandera de Tailandia | Tailandia | Jornada 1 Archivado el 7 de junio de 2019 en Wayback Machine. |
| 3    | Cristiana Girelli | 3     | 14 de junio de 2019 | Jamaica        | Bandera de Jamaica        | 0 - 5     | Bandera de Italia    | Italia    | Jornada 2 Archivado el 7 de junio de 2019 en Wayback Machine. |
| 4    | Sam Kerr          | 4     | 18 de junio de 2019 | Jamaica        | Bandera de Jamaica        | 1 - 4     | Bandera de Australia | Australia | Jornada 3 Archivado el 7 de junio de 2019 en Wayback Machine. |

## Premios y reconocimientos
Durante el transcurso y luego de la finalización del torneo, FIFA entrega premios individuales y colectivos, a las futbolistas y equipos participantes.

### Jugadora del partido
Este es un premio individual concedido al término de cada uno de los 52 partidos de la competición a la mejor jugadora de cada encuentro. Oficialmente, es llamado «Player of the Match».
| Fase de grupos - Fecha 1 | Fase de grupos - Fecha 1 | Fase de grupos - Fecha 2 | Fase de grupos - Fecha 2 | Fase de grupos - Fecha 3 | Fase de grupos - Fecha 3 | Fase de eliminatorias | Fase de eliminatorias |
| Jugadora                 | Partido                  | Jugadora                 | Partido                  | Jugadora                 | Partido                  | Jugadora              | Partido               |
| ------------------------ | ------------------------ | ------------------------ | ------------------------ | ------------------------ | ------------------------ | --------------------- | --------------------- |
| Wendie Renard            | 4:0                      | Asisat Oshoala           | 2:0                      | Sara Däbritz             | 0:4                      | Alexandra Popp        | 3:0                   |
| Giulia Gwinn             | 1:0                      | Sara Däbritz             | 1:0                      | Peng Shimeng             | 0:0                      | Caroline Hansen       | 1:1 (4:1)             |
| Jennifer Hermoso         | 3:1                      | Valérie Gauvin           | 2:1                      | Wendie Renard            | 0:1                      | Steph Houghton        | 3:0                   |
| Guro Reiten              | 3:0                      | Chloe Logarzo            | 3:2                      | Caroline Hansen          | 1:2                      | Amandine Henry        | 2:1                   |
| Barbara Bonansea         | 1:2                      | Li Ying                  | 0:1                      | Sam Kerr                 | 1:4                      | Megan Rapinoe         | 1:2                   |
| Cristiane                | 3:0                      | Mana Iwabuchi            | 2:1                      | Marta                    | 0:1                      | Hedvig Lindahl        | 1:0                   |
| Nikita Parris            | 2:1                      | Cristiana Girelli        | 0:5                      | Ellen White              | 0:2                      | Valentina Giacinti    | 2:0                   |
| Estefanía Banini         | 0:0                      | Vanina Correa            | 1:0                      | Erin Cuthbert            | 3:3                      | Lieke Martens         | 2:1                   |
| Kadeisha Buchanan        | 1:0                      | Vivianne Miedema         | 3:1                      | Christine Sinclair       | 2:1                      | Lucy Bronze           | 0:3                   |
| Lieke Martens            | 0:1                      | Jessie Fleming           | 2:0                      | Ajara Nchout             | 2:1                      | Megan Rapinoe         | 1:2                   |
| Kosovare Asllani         | 0:2                      | Kosovare Asllani         | 5:1                      | Tobin Heath              | 0:2                      | Vivianne Miedema      | 0:2                   |
| Alex Morgan              | 13:0                     | Christiane Endler        | 3:0                      | María José Urrutia       | 0:2                      | Sofia Jakobsson       | 1:2                   |
|                          |                          |                          |                          |                          |                          | Alex Morgan           | 1:2                   |
|                          |                          |                          |                          |                          |                          | Jackie Groenen        | 1:0                   |
|                          |                          |                          |                          |                          |                          | Sofia Jakobsson       | 1:2                   |
|                          |                          |                          |                          |                          |                          | Megan Rapinoe         | 2:0                   |

### Balón de Oro
El Balón de Oro Adidas es entregado a la mejor jugadora de la Copa Mundial Femenina de la FIFA Francia 2019™. Con los Balones de Plata y de Bronce Adidas, se premiaron a la segunda y tercera mejor jugadora del certamen. La ganadora del Balón de Oro fue Megan Rapinoe, mientras que el de Plata y el de Bronce se lo llevaron, respectivamente, Lucy Bronze y Rose Lavelle.
| Premio          |  | Jugadora      | Selección      |
| --------------- |  | ------------- | -------------- |
| Balón de Oro    |  | Megan Rapinoe | Estados Unidos |
| Balón de Plata  |  | Lucy Bronze   | Inglaterra     |
| Balón de Bronce |  | Rose Lavelle  | Estados Unidos |

### Premio a la mejor jugadora joven del torneo
El premio Hyundai a la Jugadora Joven fue entregado a la mejor jugadora que haya nacido el 1 de enero de 1999 o después de esa fecha, de acuerdo al Grupo de Estudio Técnico de la FIFA. La ganadora fue la futbolista alemana Giulia Gwinn.
| Premio                           |  | Jugador      | Selección |
| -------------------------------- |  | ------------ | --------- |
| Premio a la mejor jugadora joven |  | Giulia Gwinn | Alemania  |

### Bota de Oro
La Bota de Oro Adidas es entregado a la mayor goleadora del torneo. Para escoger a la ganadora, se toman en cuenta, en orden, los goles anotados, las asistencias de goles realizadas y, finalmente, la menor cantidad de minutos jugados (y, por lo tanto, mayor efectividad). Con seis goles y tres asistencias en 428 minutos jugados, Megan Rapinoe se llevó el premio. La Bota de Plata fue para Alex Morgan, que alcanzó el mismo récord en 490 minutos disputados. La Bota de Bronce la obtuvo Ellen White, que anotó seis goles y no completó asistencias.
| Premio         |  | Jugadora      | Selección      | Goles | Asistencias | Minutos |
| -------------- |  | ------------- | -------------- | ----- | ----------- | ------- |
| Bota de Oro    |  | Megan Rapinoe | Estados Unidos | 6     | 3           | 428     |
| Bota de Plata  |  | Alex Morgan   | Estados Unidos | 6     | 3           | 490     |
| Bota de Bronce |  | Ellen White   | Inglaterra     | 6     | 0           | 514     |

### Mejor portera
El Guante de Oro Adidas es entregado a la mejor arquera del certamen. Es otorgado por un Grupo de Estudio Técnico de la FIFA, basándose en las actuaciones a lo largo de la competencia. El premio lo obtuvo Sari van Veenendaal, de los Países Bajos
| Premio        |  | Jugadora            | Selección    |
| ------------- |  | ------------------- | ------------ |
| Guante de Oro |  | Sari van Veenendaal | Países Bajos |

### Juego limpio
El Premio al Juego Limpio de la FIFA es otorgado por la FIFA al equipo que acumule menos faltas, menos tarjetas amarillas y rojas, así como el mayor respeto hacia el árbitro, hacia los rivales y hacia el público. Todos estos aspectos son evaluados a través de un sistema de puntos y criterios establecidos por el reglamento de la competencia.
| Premio                            | Selección |
| --------------------------------- | --------- |
| Premio al Juego Limpio de la FIFA | Francia   |

### Premio «Players who #DaredToShine»
En español, «Futbolistas que se #AnimaronABrillar», es un grupo de 10 jugadoras seleccionadas por el Grupo de Estudio Técnico de la FIFA, consideradas las más destacadas en el torneo.
| Porteras            | Defensoras               | Mediocampistas                     | Delanteras                                                 |
| ------------------- | ------------------------ | ---------------------------------- | ---------------------------------------------------------- |
| Sari van Veenendaal | Lucy Bronze Crystal Dunn | Jill Scott Julie Ertz Rose Lavelle | Ellen White Vivianne Miedema Sofia Jakobsson Megan Rapinoe |

### Gol del Torneo
Mediante una votación entre los usuarios registrados en la página web FIFA.com, se eligió el mejor gol del torneo.
| Jugadora        | Selección      | Rival         | Minuto | Resultado parcial | Resultado final |
| --------------- | -------------- | ------------- | ------ | ----------------- | --------------- |
| Cristiane       | Brasil         | Australia     | 38'    | 0:2               | 3:2             |
| Ajara Nchout    | Camerún        | Nueva Zelanda | 90+5'  | 2:1               | 2:1             |
| Jackie Groenen  | Países Bajos   | Suecia        | 99'    | 1:0               | 1:0             |
| Lucy Bronze     | Inglaterra     | Noruega       | 57'    | 0:3               | 0:3             |
| Aurora Galli    | Italia         | Jamaica       | 71'    | 0:4               | 0:5             |
| Alex Morgan     | Estados Unidos | Tailandia     | 74'    | 8:0               | 13:0            |
| Asisat Oshoala  | Nigeria        | Corea del Sur | 75'    | 2:0               | 2:0             |
| Yui Hasegawa    | Japón          | Países Bajos  | 43'    | 1:1               | 2:1             |
| Amandine Henry  | Francia        | Corea del Sur | 85'    | 4:0               | 4:0             |
| Sofia Jakobsson | Suecia         | Inglaterra    | 22'    | 0:2               | 1:2             |

## Clasificación de UEFA a losJuegos Olímpicos de Tokio 2020
La UEFA utilizó la Copa del Mundo como vía de clasificación al torneo femenino de los Juegos Olímpicos de 2020 en Tokio. En total, nueve selecciones europeas participaron de la Copa Mundial, de las cuales tres clasificarían a las Olimpíadas.
De acuerdo al sistema de clasificación establecido, en caso de que dos o más equipos fueran eliminados en la misma ronda (hasta los cuartos de final inclusive), y aún estuvieran en disputa los lugares al certamen olímpico, deberán determinarse los cupos en cuestión mediante play-offs o un torneo clasificatorio.
Por primera vez, según el acuerdo entre las cuatro asociaciones británicas de fútbol (Inglaterra, Irlanda del Norte, Escocia y Gales), Gran Bretaña intentará clasificarse para los Juegos Olímpicos a través de la actuación de Inglaterra en la Copa del Mundo (un procedimiento que ya había sido empleado con éxito en el Hockey sobre césped y en el Rugby 7). En virtud del acuerdo, Escocia, que también disputó la Copa del Mundo, no calificaba como elegible; por lo tanto, fueron ocho los equipos que compitieron por los tres puestos de clasificación.
A las semifinales, arribaron tres selecciones europeas, que posteriormente acabaron el torneo en segunda posición (Países Bajos), tercera (Suecia) y cuarta (Inglaterra, en representación de Gran Bretaña); todas ellas acabaron clasificando al certamen olímpico.
| Pos. | Selección            | F.  | Pts. | PJ | PG | PE | PP | GF | GC | Dif. |
| ---- | -------------------- | --- | ---- | -- | -- | -- | -- | -- | -- | ---- |
| 1    | Países Bajos         | 2.º | 18   | 7  | 6  | 0  | 1  | 11 | 5  | 6    |
| 2    | Suecia               | 3.º | 15   | 7  | 5  | 0  | 2  | 12 | 6  | 6    |
| 3    | Inglaterra           | 4.º | 15   | 7  | 5  | 0  | 2  | 13 | 5  | 8    |
| 4    | Alemania             | CF  | 12   | 5  | 4  | 0  | 1  | 10 | 2  | 8    |
| 5    | Francia              | CF  | 12   | 5  | 4  | 0  | 1  | 10 | 4  | 6    |
| 6    | Italia               | CF  | 9    | 5  | 3  | 0  | 2  | 9  | 4  | 6    |
| 7    | Noruega              | CF  | 7    | 5  | 2  | 1  | 2  | 7  | 7  | 0    |
| 8    | España               | OF  | 4    | 4  | 1  | 1  | 2  | 4  | 4  | 0    |
| 9    | Escocia (inelegible) | FG  | 1    | 3  | 0  | 1  | 2  | 5  | 7  | −2   |

|  | Clasificados a los Juegos Olímpicos de Tokio 2020. |

### Clasificados a los Juegos Olímpicos de Tokio 2020
| Bandera de los Países Bajos | Bandera de Suecia | Bandera del Reino Unido |
| Países Bajos                | Suecia            | Gran Bretaña            |